# 秋里氏
 秋里氏 （あきさとし）は、因幡国の高草郡秋里から起った氏族で、本姓は高階氏の一族であり、高師直の二男秋里玄蕃頭師永を始祖とする。

## 概要
秋里氏は、萩藩大組にて1005石余取りの大身であり、大組士としては筆頭の周布氏に次ぐ家格である。二代元平は右田毛利家の毛利元倶の二男が養子として相続したものである。貞信の実子である秋里正信は別家を建てている。
秋里氏は、秋里師永が高草郡に秋里城を築いた。その後山名氏に属して、天正の初め頃、山中幸盛が因幡国に侵入した際、与力として妙見山城を築城し武田高信に対峙した。天正9年3月（1581年）の羽柴秀吉による鳥取城攻めの際に秋里玄蕃充が吉川経家に属し、毛利氏の家臣になった。
秋里氏の系図は、初代秋里貞信が自ら系図を焼き捨てたので素性不明としている。これは貞信が系図を焼き捨てたのは高師直の血筋を恥じた可能性があるためと云われている。

## 系譜
- 秋里氏嫡流

秋里貞信－元平（毛利家から養子）－之信－之勝－之利－貞利–貞以－貞盈－貞則－貞儀－貞直－信成－信一－治－乃武宏
　　　　　　　　　　　　　　　　　　　